# Éva Kiss (Handballspielerin)
Éva Kiss (* 10. Juli 1987 in Debrecen, Ungarn) ist eine ehemalige ungarische Handballspielerin.

## Karriere
Kiss spielte ab 2000 bei Nádudvar SE und wechselte zwei Jahre später zu Debreceni VSC. Im Sommer 2011 schloss sich die Torhüterin Veszprém Barabás KC an. Ein Jahr später wechselte sie zu Siófok KC. Ab 2013 lief sie für Fehérvár KC auf. Ab der Saison 2015/16 stand sie beim ungarischen Spitzenverein Győri ETO KC unter Vertrag. 2016, 2017, 2018 und 2019 gewann sie mit Győri ETO KC die ungarische Meisterschaft sowie 2016, 2018 und 2019 den ungarischen Pokal. In den Spielzeiten 2016/17, 2017/18 und 2018/19 gewann sie die EHF Champions League. Nach der Saison 2019/20 beendete Kiss bei Győri ETO KC ihre Karriere und betreut anschließend im Verein junge Torhüterinnen. Später übernahm sie das Torwarttraining der Damenmannschaft von Győri Eto KC.
Kiss gewann mit der ungarischen U17-Auswahl die Bronzemedaille bei der U-17-Europameisterschaft 2003. Ab 2009 gehörte sie dem Kader der ungarischen Frauen-Nationalmannschaft an. Der größte Erfolg mit der Frauen-Nationalmannschaft war der Gewinn der Bronzemedaille bei der EM 2012.

## Sonstiges
Kiss wurde im Jahr 2023 zur Ehrenbürgerin der ungarischen Stadt Nádudvar ernannt.